# Jennifer Wong Swie San

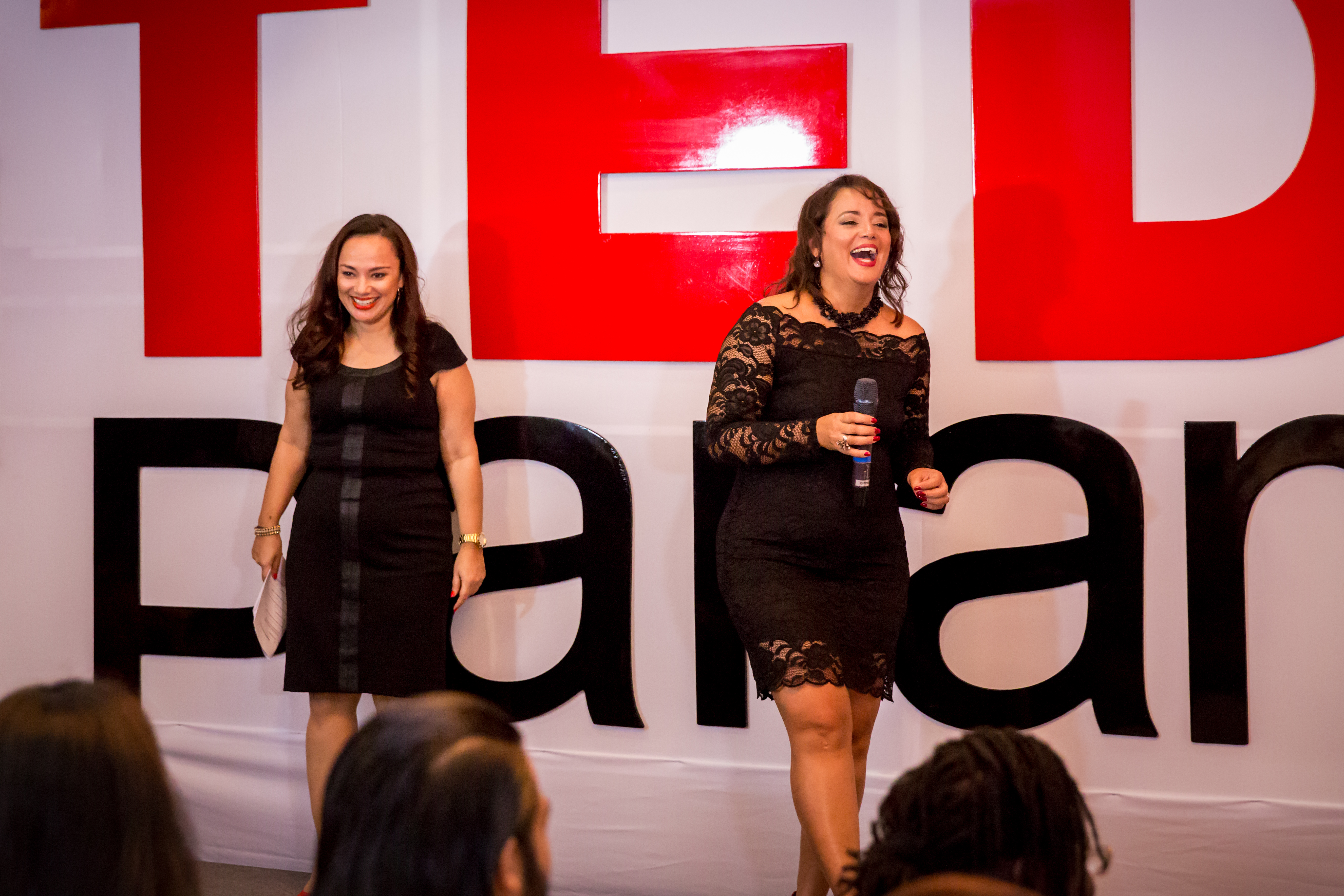
Jennifer (rechts) en zus Gloria in de organisatie van TEDxParamariboWomen, 2015

Jennifer Wong Swie San (Amsterdam, 27 november 1971) is een Surinaams organisator en politicus. Zij en haar man leiden het sociale en missionaire tuinbouwcentrum Lob Makandra en daarnaast is ze zelfstandig adviseur en trainer. In 2013 organiseerde ze de eerste TED-conferentie van Suriname onder de naam TEDxParamaribo en in 2015 de eerste editie van TEDxParamariboWomen. Ze ondersteunde bij de protestdemonstraties van Wij Zijn Moe(dig). Ze is lid van het hoofdbestuur van de Partij voor Recht en Ontwikkeling (PRO).

## Biografie

### Jonge jaren in Suriname, studie in Nederland
Won Swie San werd in 1971 in Nederland geboren, kort nadat haar ouders daar vanuit Suriname naartoe waren verhuisd. In 1982 keerde het gezin terug. Ze is het tweede uit vijf kinderen. Haar vader was tuinarchitect en zette bij terugkeer het sociale missiecentrum Lob Makandra op in Santopolder in het district Wanica, dat bestaat uit opvang van gehandicapten, een tuinbouwproject, kinderdagverblijf, retraitecentrum, school, buurthuis en kerk. Het kinderdagverblijf werd opgericht door haar moeder en oudste zus Gloria. Een andere zus is de televisiepresentatrice Thersa.
Begin jaren 1990 ging ze voor een studie beleid, bestuur en management naar de De Haagse Hogeschool in Nederland. Ondertussen huwde ze in 1993 met Eddy van Braam; samen hebben ze twee zoons.

### Carrière in Nederland, terugkeer naar Suriname
Vanaf 1996 werkte ze elf jaar voor de Rabobank. Eind 2011 verhuisde het gezin naar Suriname om het werk van haar vader op Lob Makandra voort te zetten die eerder dat jaar was overleden. Dit bestaat inmiddels uit een opvangcentrum van gehandicapten, tuinbouwproject, kinderdagverblijf, retraitecentrum, school, buurthuis en kerk. Daarnaast is ze communicatie- en marketingadviseur en geeft ze trainingen vanuit haar bedrijf Smartmedia.

### TED-conferenties
Ze introduceerde de conferentie van TED in Suriname met de edities in 2013, 2014 en 2016 van TEDxParamaribo, in 2015 van TEXxParamariboWomen en in 2018 van TEDxWaterKant.

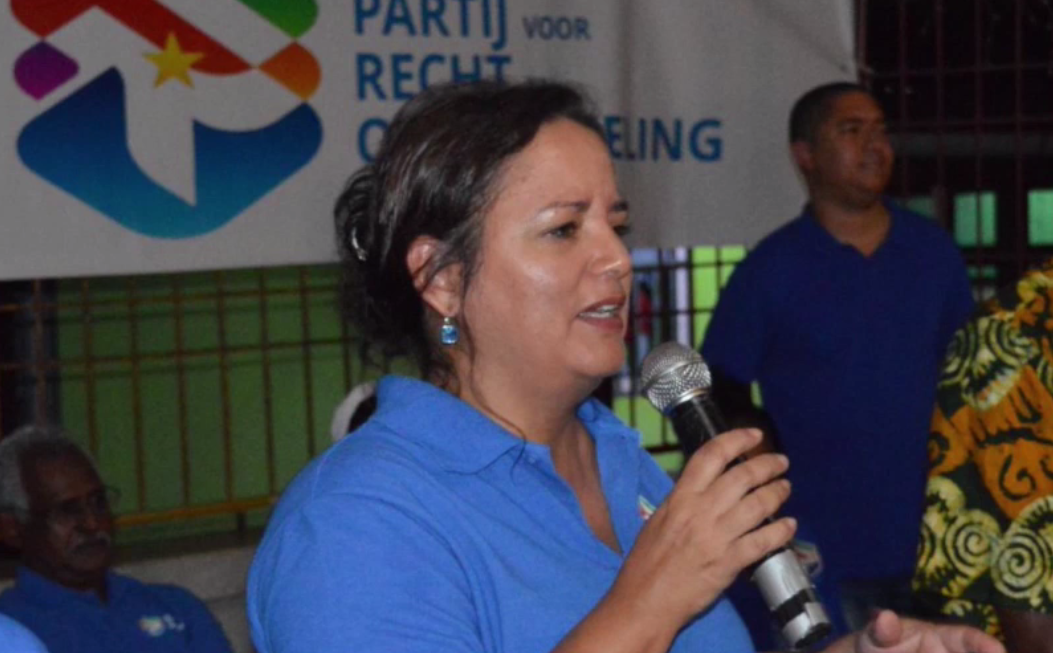
Jennifer Wong Swie San in 2019

### Politieke aspiraties
Tijdens protestdemonstraties van Wij Zijn Moe(dig), in de tweede helft van de jaren 2010, speelde ze op de achtergrond een belangrijke rol. Sinds de oprichting van de Partij voor Recht en Ontwikkeling (PRO), die uit de demonstraties voortkwam, is ze eerste secretaris in het hoofdbestuur. Ze was lijsttrekker in het district Wanica tijdens de verkiezingen van 2020. Daarnaast maakt ze deel uit van het Anti-Fraude Platform die door oppositiepartijen is opgericht om het verkiezingsproces te bewaken. Haar partij verwierf echter geen zetels.
Tijdens de verkiezingen van 2025 stond zij op nummer 30 van de lijst van de A20, dat een samenwerkingslijst is van A20, DOE en de PRO.